# Зарічне (Старобільський район)
Зарі́чне — село в Україні, у Міловській селищній громаді Старобільського району Луганської області. Населення становить 179 осіб.

## Населення
За даними перепису 2001 року населення села становило 179 осіб, з них 41,34% зазначили рідною мову українську, 51,4% — російську, а 7,26% — іншу.